# 威特姆 (英國國會選區)
威特姆（英語：Witham），英國國會一郡選區，包括英格蘭東部埃塞克斯郡莫爾登區、布倫特里區、科爾切斯特區一部。始設於2010年。
保守黨的布里提·帕特爾在2010年大選中以52.2%選票勝出該區成功當選。2015年大選中，成功連任。2017年大選中，成功連任。